# Victor Verschueren
Victor Verschueren (19. dubna 1893 – ?) byl belgický reprezentační hokejový obránce a bobista.
V roce 1924 byl členem belgického hokejového týmu, který skončil osmý na zimních olympijských hrách. Na týchž ZOH získal bronzovou medaili ve čtyřbobech.